# Годзиковский, Ипполит Яковлевич
Ипполит Яковлевич Годзиковский, также известен по прозвищу Хмара (ок. 1876 — май 1921) — военный деятель времён УНР; командир 144-й Надбужанской повстанческой дивизии Действующей Армии УНР, атаман Вольного казачества.

## Биография
Годзиковский (Хмара) родился ориентировочно в 1876 году в городе Николаеве Херсонской губернии, в семье полковника царской армии. Происходил из дворянского рода.
В 1900 году окончил Одесское юнкерское училище. Служил в 311-м каменецком полку российской армии, командовал ротой. Затем был комендантом 139-й дивизии, штабс-капитан.
После революции, в феврале 1917 года — один из организаторов отрядов Вольного казачества. В 1918 году, в период Гетманата, Ипполит Годзиковский командовал «охранными сотнями», затем был помощником уездного коменданта. В 1919 году как один из организаторов участвовал в восстании против большевиков в районе Немирова.
24 января 1921 года главный атаман войск УНР Симон Петлюра своим приказом назначил Годзиковского командиром ещё не существовавшей 144-й Надбужанской повстанческой дивизии. Собственно, Годзиковский получил от Петлюры только «мандат» на создание военного формирования. В одном из воззваний атамана Хмары к населению была фраза: «Повстанческий отряд является частью действенного войска украинского и пользуется сполна приказами Украинской Народной Республики...»
Затем Хмара начал работу по подбору кадрового состава и организации дисциплины в дивизии. Его заместителем был подполковник армии УНР — повстанческий атаман Лихо-Дорошенко.
29 февраля Хмара официально возглавил командование дивизией.
2 марта 1921 года отряды во главе с первым заместителем Хмары, Лихо-Дорошенко, сместили советскую власть в сёлах Стратиевке, Великой Стратиевке и Будах. Ему подчинялись атаманы Матвей Цимбалюк, Иван Пушкарь, Ефим Якубенко, Андрей и Лука Чуприны, Иван Плахотнюк и 145-й Гайсинский пеше-конный полк атамана Подковы.
Повстанцы действовали преимущественно в Брацлавском, Гайсинском и Ольгопольском уездах Подольской, а также Липовецком уезде Киевской губерний. Иногда проводили рейды на Звенигородщину, Таращанщину и Уманщину. Поддерживали тесные связи с руководством Холодноярской республики.
Высокая дисциплина в дивизии и умелая организация действий привели к успехам в борьбе с большевиками. В начале марта были освобождены городок Жорнище и железнодорожная станция Сеткивцы.
6 марта 1921 года казаки Хмары захватили красный гарнизон станции Зятковцы, 8 марта в городе Брацлаве разгромили ревком, ЧК, освободили политических заключённых. То же сделали и в волостном центре Грабовцы.
10 марта, возле села Скибенцы, у Ладыжина, Хмара разбил отдел 24-й Самарской дивизии. Эта башкирская часть проводила военные операции в центральной Украине.
11 марта повстанцы заняли Гран. На собрании жителей были распущены сельсовет и комбед, и избран комитет украинской власти, в который вошёл и представитель Надбужанского полка, Никита Межевой.
14 марта к 144-й Надбужанской дивизии присоединились отряды атаманов Цуприка и Тёмной Ночи.
22 марта казаки-агитаторы 144-й Надбужанской дивизии атамана Хмары разъехались по сёлам Брацлавского, Гайсинского и Липовецкого уездов. Их целью было назначение даты восстания против советской власти.
Восстание набирало обороты. К успешной 144-й Надбужанской дивизии продолжали присоединяться другие атаманы, в частности, отряды Штефановича и беглецы из Красной армии, действовавшие в районе городка Пещеры, отделы атамана Чёрной Тучи, атаманы Чуприна, Тарас Патент и Нанивский.
Территория, где закреплялись повстанцы, объявлялась территорией Украинской народной республики, и атаман Хмара сосредотачивал власть в своих руках. В течение 1921 года большинство территории центральной, северной и южной Украины было охвачено массовыми национальными восстаниями против большевиков.
Однако ни Симон Петлюра, ни Юрий Тютюнник не смогли весной 1921 года, как обещали, вернуться из Польши, чтобы возглавить украинскую армию. Деятелями правительства УНР, по непонятным причинам, всенародное восстание было «отложено» на ноябрь, когда силы повстанцев уже иссякли.
Повстанческие атаманы пользовались большой поддержкой у местного населения, и им достаточно длительное время удавалось успешно бороться против большевиков. В связи с затруднениями в разгроме национально-освободительного движения, в ЧК разработали ряд спецопераций по нейтрализации повстанческого сопротивления и обезвреживанию его лидеров.
По некоторым данным, к отряду Хмары был подослан чекистский агент — Ефим Терещенко, который позже принял участие в борьбе с атаманами Холодного Яра и Чёрного Леса. Бывший царский поручик, а на то время «посланник Петлюры» находился на ответственных должностях в повстанческих отрядах Годзиковского и Лихо-Дорошенко. Сначала он организовал провокацию и убийство Ипполита Годзиковского в мае 1921 года, а потом, 4 октября 1921 года, благодаря его действиям, атаман Лихо-Дорошенко попал в окружение отрядов ЧК и погиб.